# Patriarchální církev
Patriarchální církev je církev, kde v jejím čele stojí patriarcha.
Působnost patriarchálních východních katolických církví je vymezená v kánonech 55–150 Kodexu kánonů východních církví. Synoda biskupů patriarchální církve volí patriarchu, který po svém zvolením požádá o církevní společenství s římským papežem. Na patriarchálním území může patriarcha zřídit provincie, eparchie a exarcháty. Synoda biskupů volí kromě patriarchy i biskupy.
Východní katolické církve, které jsou patriarchálními církvemi:
- Koptská katolická církev
- Syrská katolická církev
- Maronitská katolická církev
- Arménská katolická církev
- Chaldejská katolická církev
- Melchitská řeckokatolická církev